# Sporidesmium salinum
Sporidesmium salinum är en svampart som beskrevs av E.B.G. Jones 1963. Sporidesmium salinum ingår i släktet Sporidesmium, ordningen Pleosporales, klassen Dothideomycetes, divisionen sporsäcksvampar och riket svampar.   Inga underarter finns listade i Catalogue of Life.